# Свети Николай (Медово)
„Свети Николай“ (на гръцки: Aγίου Nικολάου) е православна църква в преспанското село Медово (Милионас), Егейска Македония, Гърция. Храмът е част от Леринската, Преспанска и Еордейска епархия.

## Местоположение
Църквата е гробищен храм, разположен на 2 km източно от селото.

## История
Църквата е построена в 1925 година на мястото на по-стара църква от XVIII век.

## Описание
В архитектурно отношение е трикорабна базилика с дървен покрив, с женски параклис от западната страна и дърворезбован иконостас.
Иконите в нея са от XVIII и XIX век, което показва, че на нейно място е имало по-ранна църква.